# Vicia benghalensis var. benghalensis
Vicia benghalensis subsp. benghalensis é uma variedade de planta com flor pertencente à família Fabaceae. 
A autoridade científica da variedade é L., tendo sido publicada em Sp. Pl. 736 (1753).
Os seus nomes comuns são ervilhaca-de-bengala, ervilhaca-purpúrea ou ervilhaca-vermelha.

## Portugal
Trata-se de uma variedade presente no território português, nomeadamente em Portugal Continental e no Arquipélago dos Açores.
Em termos de naturalidade é nativa de Portugal Continental e introduzida no Arquipélago dos Açores.

## Protecção
Não se encontra protegida por legislação portuguesa ou da Comunidade Europeia.